# Charles-Maurice Le Tellier
Charles-Maurice Le Tellier (16. července 1642, Turín – 22. února 1710, Remeš) byl francouzský římskokatolický duchovní, remešský arcibiskup.

## Život
Charles-Maurice byl synem významného francouzského státníka Michela Le Telliera. Protože se narodil jako druhý syn, byl předurčen pro církevní kariéru. Vystudoval teologii na Pařížské univerzitě a v roce 1666 byl vysvěcen na kněze. Ještě před svým kněžským svěcením byl opatem-administrátorem několika královských opatství, následně se stal biskupem koadjutorem langreským, poté arcibiskupem koadjutorem remešským, když mu bylo 29 let.
Jeho správa je poznamenána řadou velkých úspěchů; zasloužil se o lepší vzdělávání, výchovu bohoslovců, efektivní reorganizací farností, obnovením církevní disciplíny a vyhnáním protestantů ze Sedanu. Důležitost a prestiž jeho arcidiecéze rostla, čemuž přispěla také náklonnost krále a postupem času se stal jedním z nejdůležitějších francouzských arcibiskupů.
Arcibiskup Charles-Maurice patřil mezi zastánce sv. Jana Křtitele de la Salle, Jeana Mabillona a Thierryho Ruinarta.